# B-Lash
B-Lash (* 1982 in Qazvin, Iran; bürgerlich Yousefali Bidarian Nejad) ist ein iranstämmiger Musik- und Webvideoproduzent aus Berlin-Kreuzberg. Er beschäftigt sich in seinen Texten zumeist mit den Alltagsproblemen der Menschen in seinem Berliner Kiez. In seinen Battle-Rap-Tracks bedient er sich oft eines derben Humors. Einen erkennbaren Stellenwert in seinen Texten hat der Lokalpatriotismus. Er betreibt den Podcast 100% Realtalk.

## Leben
Als Sohn eines iranischen Sängers und Keyboarders begann B-Lash seinen Weg im Jahr 2000 als DJ OnSite in vielen Berliner Clubs, bevor er mit einigen Produktionen die Aufmerksamkeit des damaligen Bassboxxx-Umfeldes auf sich zog. Es folgten Zusammenarbeiten mit MC Basstard, Taktloss, Mach One und Isar. Anfangs beschränkte er sich auf das Produzieren, kam aber letztendlich doch zum Rappen.
Er arbeitet mit befreundeten Rappern und Produzenten aus dem Label Bassboxxx zusammen, darunter Mach One, MC Bogy, Akte One, Taktloss, MC Basstard, Isar.
Zusammen mit dem Produzenten SupaFunk stellt er das Produzententeam B-Funk dar. 2006 trennte sich das Produzententeam vom Label Adrenalin Musik in beiderseitigem Einverständnis. Im Jahr 2012 wurde sein drittes Soloalbum Panikreaktion veröffentlicht. Seit 2019 macht B-Lash mit MC Bogy den 100 % Realtalk Podcast auf YouTube. 2019 erschien die EP New Jack mit MC Bogy. Einen größeren Erfolg konnte seine Musik bislang nicht verbuchen.

## Kontroversen

### Verschwörungstheorien
Zu seinem Podcast 100 % Realtalk lud B-Lash im September 2020 Attila Hildmann und Ken Jebsen als Gäste ein, die beide als verschwörungsideologische Aktivisten gelten. Die in dem Podcast enthaltenen Äußerungen wurden kritisiert, weil sie von verschwörungstheoretischem Gedankengut geprägt seien.

### Konflikt mit dem Rapper Ben Salomo
Der jüdische Rapper Ben Salomo bezichtigte in seinem Buch Ben Salomo bedeutet Sohn des Friedens B-Lash des Antisemitismus und wiederholte diesen Vorwurf in mehreren Fernsehsendungen. B-Lash soll laut Ben Salomo am 1. September 2010 bei der Veranstaltung Rap am Mittwoch „unhöflich“ geworden sein, nachdem er eine Davidstern-Kette an der Kassiererin gesehen habe. B-Lash warf Ben Salomo daraufhin vor, Lügen zu verbreiten, um damit die Verkäufe seines Buches anzukurbeln. Am 17. September 2021 veröffentlichte der Rapper Tierstar, ein ehemaliger Mitarbeiter und Kollege von Ben Salomo, ein Video, in welchem die Kassiererin der Veranstaltung vom 1. September 2010 die Antisemitismus-Vorwürfe Ben Salomos gegen B-Lash eindeutig widerlegt. Laut der Kassiererin hatte es zwar einen Disput zwischen ihr und B-Lash gegeben; dieser hatte allerdings nichts mit ihrer Davidstern-Kette zu tun.

## Diskografie
- 2005: WCB.FM (Mixtape)
- 2005: Regen
- 2006: 36SFP (36 Streetfight Philosophie) (Free-Mixtape)
- 2007: 187 Beatz Streettape 1
- 2008: Ghetto Poeten (Kollaboalbum mit MC Bogy)
- 2009: Bevor die Tränen fließen (Freealbum)
- 2010: Tränen
- 2012: Panikreaktion
- 2013: 7 Siegel
- 2014: Funk-O-Tronic
- 2015: WCB.FM 2
- 2019: New Jack EP (mit MC Bogy)
- 2021: Am seidenen Faden
- 2022: N:EON
- 2024: Metropolis